# Semiothisa lunivallata
Semiothisa lunivallata là một loài bướm đêm trong họ Geometridae.